# Apex AP-0
Pour les articles homonymes, voir Apex.
L'Apex AP-0  est une voiture de sport 100 % électrique développée par le constructeur automobile britannique Apex Motors, commercialisée à partir de mars 2020 et dont la production doit démarrer fin 2022 à raison de 500 exemplaires par an.

## Caractéristiques techniques
L'Apex AP-0 repose sur un châssis en fibre de carbone, tout comme la carrosserie, et elle est dotée de portes à ouverture en élytre. Elle bénéficie d'une garde-au sol de seulement 95 mm.

### Motorisations
L'Apex AP-0 reçoit un moteur électrique de 484 kW (659 ch) et 580 N m de couple alimenté par une batterie au lithium-ion de 90 kWh.

## Concept car
L'AP-0 est préfigurée par le l'AP-0 concept qui devait être présenté au salon international de l'automobile de Genève 2020 mais celui-ci a été annulé à cause de l'épidémie de coronavirus COVID-19. Il est finalement présenté le 13 mars 2020 à Londres lors de « The Bike Shed 2020 », un événement consacré à la moto.